# Cratérope bicolore
Turdoides bicolor
Genre
Espèce
Synonymes
- Cratopus bicolor[2],[1]

Statut de conservation UICN

 LC  : Préoccupation mineure
Le Cratérope bicolore (Turdoides bicolor, ou Cratopus bicolor) est une espèce de passereaux appartenant à la famille des Leiothrichidae. Cette espèce niche dans les savanes sèches de l'Afrique du Sud, du Botswana, de la Namibie et du Zimbabwe.

## Dénomination, systématique et taxinomie

### Dénomination
En Setswana, langue batoue parlée en Afrique du Sud, au Botswana, en Namibie et au Zimbabwe, le Cratérope bicolore est connu sous les noms de le.tshêganôga — terme générique pour l'ensemble appartenant au genre des Turdoides et signifiant "rieur à serpents" (« laugher at Snakes ») —, de le.tshoganôga et de le.nkutshwêu.
En anglais, cette espèce est connue sous les variantes vernaculaires de Southern Pied Babbler, Southern Pied-babbler et Southern Pied-Babbler (signifiant : bavard pie du sud).

### Taxinomie
L'espèce a été décrite pour la première fois en 1831 par le naturaliste écossais William Jardine sous les noms de Turdoides bicolor et de Cratopus bicolor. La description de cette espèce a été complétée par des planches d'illustration de l'ornithologue britannique P. J. Selby. À l'époque, la description et les illustrations du Cratérope bicolore ont été publiées dans le périodique The Edinburgh Journal of Natural and Geographical Sciences.
Le terme "bicolor" renvoie aux deux couleurs de type pie composant le plumage de cette espèce aviaire.

### Classification
Le Cratérope bicolore appartient au genre Turdoides, rang taxinomique faisant partie de la famille des Leiothrichidae,.

## Habitat et répartition géographique

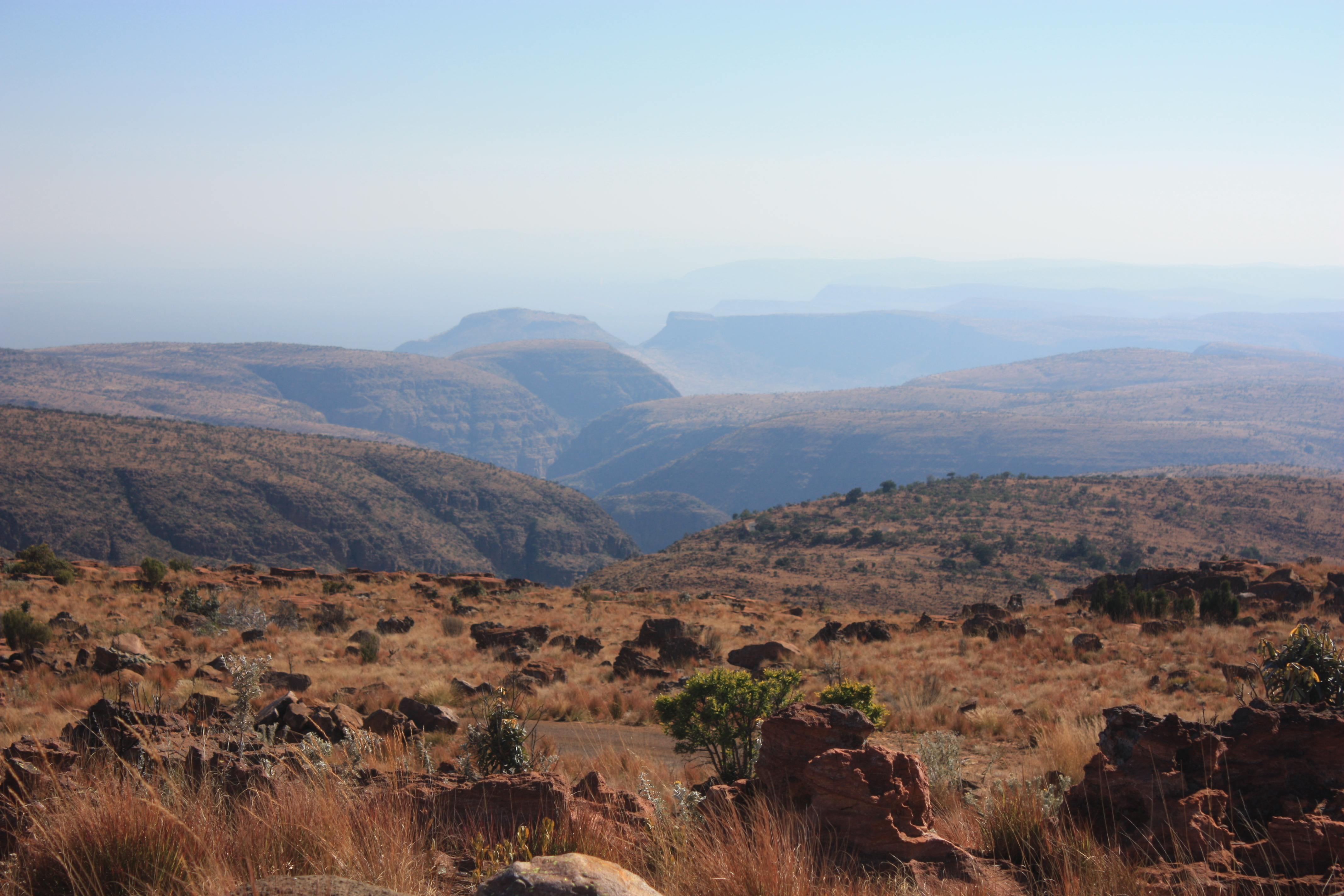
Le parc national de Marakele, province du Limpopo, nord-est de l'Afrique du Sud.

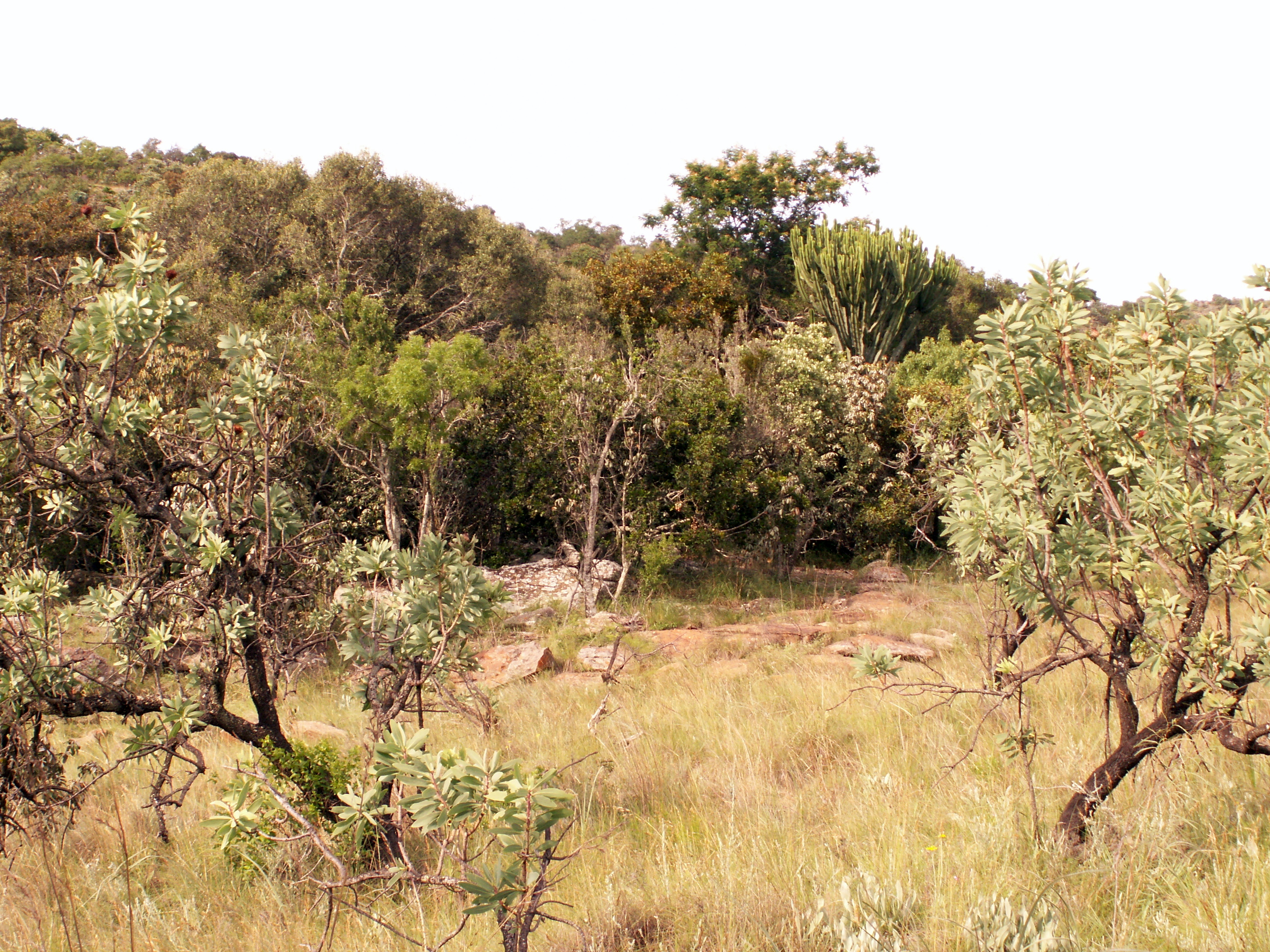
Écorégion du Bushveld, province du Limpopo.

Les aires de distribution du Cratérope bicolore se concentrent au sein des niches écologiques des savanes sèches de l'Afrique du Sud — pays dans lequel il est une espèce endémique —, dans la province du Limpopo (ancienne partie nord du Transvaal) ; dans la partie orientale du Botswana, dans le nord de la Namibie ; et dans la partie occidentale du Zimbabwe,,,,,. Il peut également nicher, bien que de manière sporadique et moins fréquente dans la partie sud de l'Angola,.
Le Cratérope bicolore trouve son habitat notamment au sein d'un genre d'acacia — dont Acacia mellifera et Acacia erioloba —, caractéristique du Kalahari et du Bushveld. L'espèce peut également nicher dans les mopanes,.
Des groupes et des spécimens de Cratérope bicolore ont été également inventoriés et répertoriés au sein de miombos, ainsi que dans des biomes forestiers se trouvant à proximité du fleuve de l'Okavango et de son delta.
Globalement, l'espèce privilégie les sites et les aires territoriales comportant une forte densité d'arbres d'arbrisseaux et de buissons.

## Description

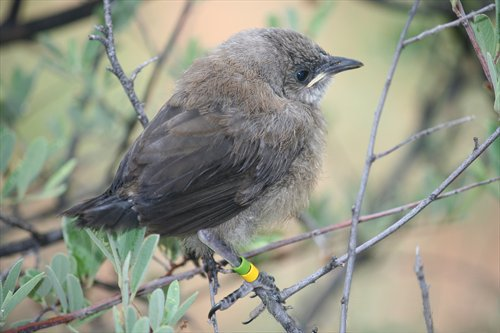
Oisillon Cratérope bicolore n'ayant pas effectué son envol.

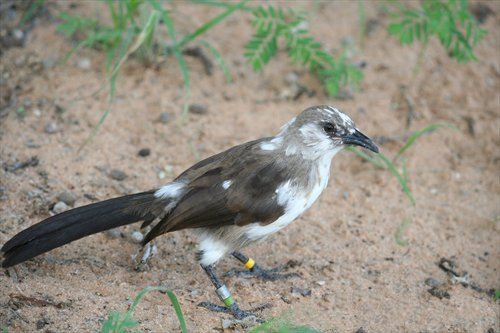
Individu jeune.

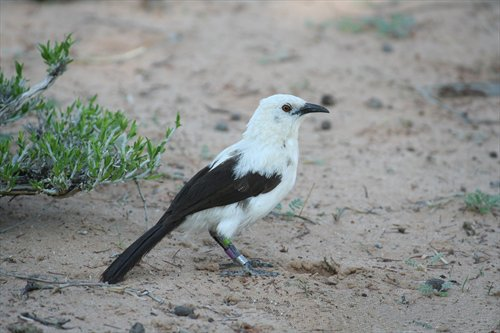
Cratérope bicolore de taille adulte : la tête est blanche et son corps est partie couvert de pennes (rectrices et rémiges) brun foncé,.

Le cratérope bicolore est un oiseau dont le poids moyen atteint lors de sa taille adulte varie de 75 à 95 g (soit 2,6 à 3,4 onces),. Sa taille moyenne, à l'âge adulte, varie entre 22 et 24 cm.
À sa naissance, et lorsqu'il est jeune, le Cratérope bicolore possède un plumage de couleur brun-olive et ses yeux sont de couleur sombre. En grandissant, des taches blanches apparaissent progressivement sur son ventre et sa tête. À 3 mois, son plumage est pour moitié composé de plumes blanches, les autres plumes restant brunes. À l'âge adulte, lorsque l'individu atteint 1 an, seules les pennes des ailes et de la partie caudale du Cratérope (respectivement les rectrices et les rémiges) demeurent brun foncé à noir, le reste de ses autres plumes étant devenues blanches. En outre, ses yeux deviennent rouge-rubis,,,. Le Cratérope biclore possède un bec de couleur noire. En outre, l'espèce est caractérisée par une longue queue ainsi que par une partie abdominale ronde et massive.
Plusieurs sortes de cris de cette espèce ont été enregistrées et répertoriées. Le cri de contact entre oiseaux consiste en une sorte de roulement aigu : « skerr-skerr-skerr-kikikikikikerrk-errkerr [...] ». Le cri d'alarme produit par cet oiseau consiste en un son vocalisé aigu : « kwee kwee kwee kweer ». Selon le contexte, le Cratérope bicolore peut vocaliser des sons tonaux, atonaux, ascendants, modulés, roulés ou encore ronronnés. Des études récentes, effectuées sur une population nichant au sein de la réserve de la rivière de Kuruman, ont mis en évidence que le Cratérope bicolore peut émettre 9 cris qu'ils soient de type intraspécifique (au sein de la même espèce) ou interspécifique (avec d'autres espèces). La fréquence de ces sons vocalisés varie entre 20 et 48 kHz pour une intensité oscillant entre environ 0,5 et 2,5 dB). D'autre part, cette espèce peut produire deux vocalisations différentes : la première consiste en une sorte de ronronnement — identifiée à partir de 17 éléments sonores répétés — et la seconde en un genre de gloussement — vocalisation mise en évidence via 2 à 3 éléments répétés lors de la recherche d'un nouveau site de nourriture.
Les groupes varient en taille de 2 à 16 adultes, mais les couples sont rares. L'espèce est sexuellement monomorphique, avec des mâles et des femelles physiquement indiscernables en regard de leurs caractères sexuels secondaires,.

## Alimentation
Le Cratérope bicolore est une espèce insectivore. Son régime alimentaire se compose principalement de coléoptères, de lépidoptères, d'orthoptères et d'arachnides (tels que les solifuges). Ces insectes, qui constituent l'essentiel de la nourriture de l'espèce, sont complétées par des scorpions, des lézards — tels que les scinques —, des grenouilles et, de manière plus occasionnelle, de petits serpents et de fruits saisonniers.
Cet oiseau fourrage dans les buissons, les arbrisseaux et directement sur le sol,. Les caractéristiques florales d'une zone (comprenant de nombreux arbres, arbrisseaux et buissons) constituent un paramètre important dans le choix des sites de fourrageage.

## Reproduction

### Coopération et couvaison

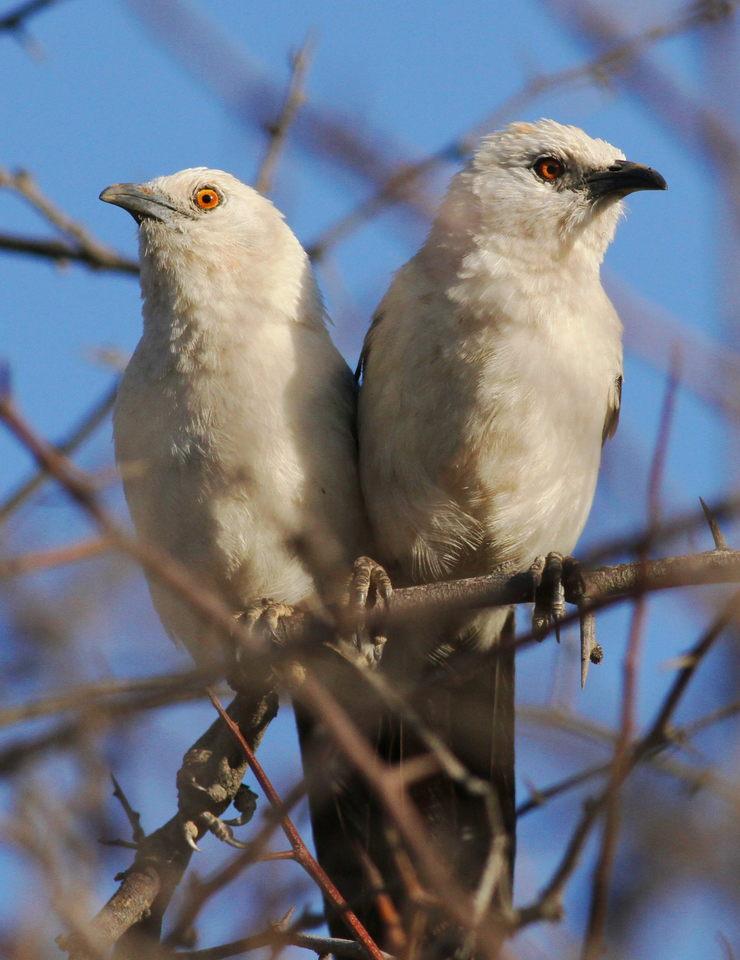
Un couple de Cratéropes bicolores dans le parc national de Borakalalo.

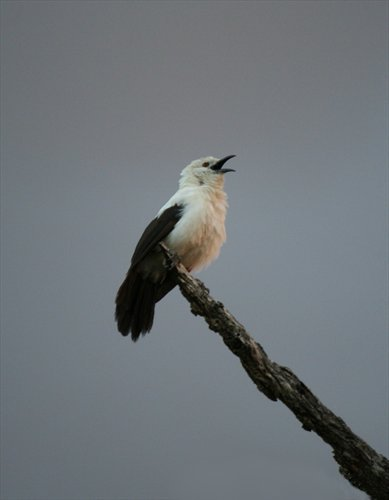
Cratérope bicolore ayant un comportement coopératif de sentinelle.

Cette espèce se reproduit de manière communautaire (ou coopérative). Chez le Cratérope bicolore, La reproduction coopérative comprend : l'approvisionnement des jeunes — durant les phases de naissance, de nidification et de post-envol —, le comportement sentinelle, la défense des frontières du territoire, le comportement d'apprentissage et le comportement de couvée (où les oisillons semi-indépendants suivent les adultes entre les sites d'alimentation et loin des prédateurs).
Chaque groupe comprend un couple reproducteur dominant qui monopolise l'accès aux opportunités de reproduction des autres couples. Des recherches génétiques récentes ont confirmé que ces paires dominantes sont responsables de plus de 95% des jeunes éclos,. Une parenté mixte occasionnelle a été observée, mais elle est prévisible dans la plupart des cas : les couples subordonnés gagnent principalement la filiation lorsqu'un nouvel immigrant (non lié) se disperse dans le groupe ou qu'un nouveau groupe est fondé. Tous les membres du groupe coopèrent pour aider à élever les jeunes éclos d'une seule couvée. La taille de la couvée varie entre deux et cinq, avec une taille de couvée moyenne de trois.
La saison de reproduction s'étend de la fin septembre au début avril, bien que cela varie d'une année à l'autre et dépend fortement des précipitations saisonnières ou mensuelles. Les groupes peuvent élever jusqu'à trois couvées réussies par saison de reproduction. La durée moyenne de couvaison est de 14 jours, et le délai moyen entre l'éclosion et l'envol est de 16 jours. Le temps d'incubation varie en fonction de la taille du groupe : les groupes de petites tailles ont tendance à quitter leurs petits plus tôt que les grands groupes. Après la phase de jeune à l'envol, les oisillons sont peu mobiles, incapables de voler et doivent compter entièrement sur autres membres du groupe adulte pour se nourrir. L'efficacité de la quête de nourriture commence à se développer lentement, et les adultes peuvent continuer à fournir des oisillons jusqu'à quatre mois après l'envol. La quantité de soins que les jeunes reçoivent au cours de cette étape a des effets à long terme : les jeunes qui reçoivent des soins pendant les plus longues périodes ont tendance à être plus lourds et de meilleure qualité que leurs homologues. En outre, ils sont plus susceptibles de se disperser avec succès de leur groupe natal et, par conséquent, de commencer à se reproduire plus tôt que leurs homologues « assistants-disperseurs ».

### Compétition et népotisme
Des cas de « népotisme », mais également de compétition ont été identifiés au sein de l'espèce. Ces types de comportement, qui n'affectent pas les femelles, interviennent dans le cadre des interactions intraspécifiques entre mâles dominants et mâles subalternes. Par ailleurs, des études ont permis d'observer qu'au sein d'un même groupe, les individus mâles dominants favorisent les rejetons de sexe masculin issus de leur accouplement au détriment des autres rejetons mâles,.

### Évitement de consanguinité
Les spécialistes ont observé que les individus peuvent éviter la consanguinité à travers deux stratégies différentes. La première est la dispersion et la seconde consiste à éviter les autres membres d'une même famille ou d'un même groupe comme compagnons. Bien que les mâles et les femelles se dispersent localement, ils se déplacent en dehors de la zone dans laquelle les individus génétiquement liés sont susceptibles d'être rencontrés. Au sein de leur groupe, les individus n'acquièrent des positions (ou statuts) d'élevage que lorsque l'éleveur de sexe opposé n'est pas apparenté. En général, la consanguinité est évitée car elle conduit à une réduction de la valeur sélective de la progéniture (dépression endogamique) due en grande partie à l'expression homozygote d'allèles récessifs délétères,.

## Comportement

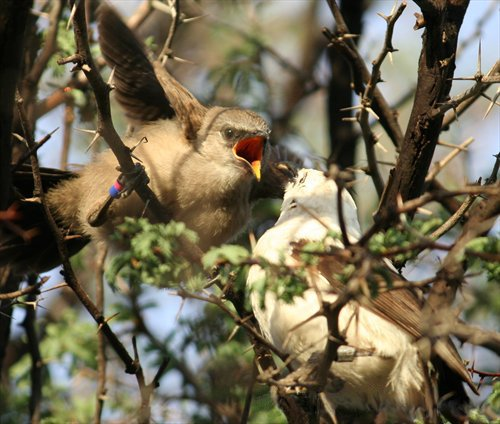
Individu adulte (en bas) donnant la becquée un jeune Cratérope bicolore (en haut).

Le Cratérope bicolore est un oiseau de type grégaire.
L'agression envers les oisillons est le plus souvent observée lorsque la paire dominante a commencé à incuber une autre couvée. Pendant cette période, les oisillons quêtant leur nourriture sont punis par les parents qui adoptent un comportement agressif, par exemple en sautant sur le jeune. Dans tous les cas, les oisillons cessent de quêter les aliments immédiatement après l'attaque. Le chevauchement des couvées entraîne une division du travail distincte, les adultes subalternes continuant à prendre soin des oisillons alors que les couples dominants concentrent leurs efforts sur la nouvelle couvée. En raison de la longue période de soins post-envol chez cette espèce, les jeunes dépendants de plusieurs couvées peuvent être élevés simultanément.

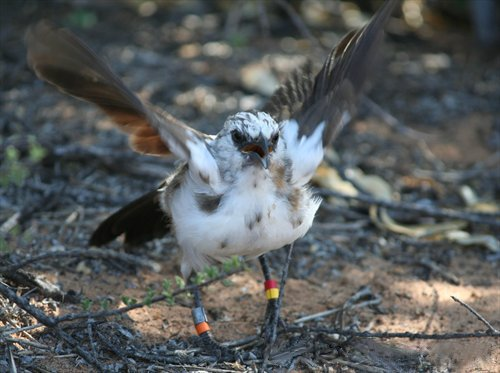
Spécimen Cratérope émettant des signaux visuels et vocaux.

Les Cratéropes bicolores sont fortement territoriaux et défendent leurs frontières en utilisant des signaux visuels, au moyen de leurs ailes, mais également vocaux et ce à une fréquence moyenne quasi-quotidienne. Ces défenses territoriales mènent rarement à une agression physique et les blessures causées par ce type de comportement sont très rares. Les groupes défendent le même territoire tout au long de l'année et de petits groupes ont tendance à perdre des portions de leur territoire face à des groupes voisins plus importants.

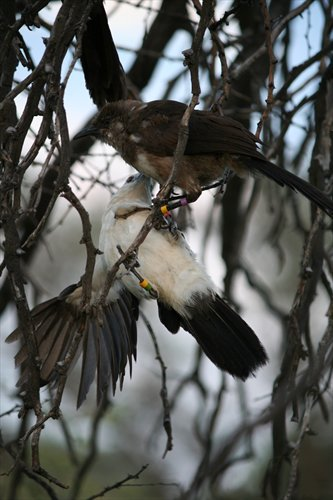
Individu adulte jouant avec un jeune Cratérope bicolore dans un arbre.

Les recherches effectuées sur les Cratéropes bicolores ont permis de fournir la première preuve d'un comportement d'apprentissage chez une espèce aviaire. Les cratéropes bicolores adultes enseignent à leurs petits en émettant un chant ronronnant chaque fois qu'ils viennent à leurs délivrer de la nourriture. Les jeunes apprennent à associer cet appel à la nourriture et à sortir du nid chaque fois qu'ils l'entendent. Les adultes exploitent cette association pour encourager les jeunes à effectuer leur envol en donnant l'appel de ronronnement à distance du nid, incitant les jeunes à les suivre. Après l'envol, les adultes continuent d'utiliser l'appel pour encourager les jeunes à se déplacer entre les aires d'alimentation ou à l'écart des prédateurs. Cet appel est également utilisé pour recruter des oisillons indépendants au sein d'un site riche en alimentation, et peut ainsi fournir aux jeunes des informations sur les endroits où trouver des sources de nourriture abondantes.
Les études effectuées sur les Cratéropes bicolores ont également mis en évidence un comportement de répartition des tâches. Au sein de cette espèce, les couples dominants sont capables de laisser leurs jeunes dépendants aux soins des aidants (ou assistants) et d'initier une nouvelle couvée. Cela permet le chevauchement des couvées : plusieurs couvées de jeunes dépendants peuvent être élevées en même temps. Un tel comportement met en évidence les avantages de l'élevage coopératif : de nombreux aidants permettent alors aux éleveurs de s'investir dans plus de couvées. Les parents entreprennent cette partition des tâches en punissant agressivement leur progéniture qui leur demande de la nourriture. Cette punition répétée induit chez les jeunes oisillons une sollicitation de leur nourriture auprès des aidants plutôt que de leurs parents : ils permettent ainsi à leurs parents de se libérer afin qu'ils se reproduisent de nouveau.
Par ailleurs, dans le cadre de la coopération intraspécifique, les individus montrent une capacité à se coordonner de manière synchrone. Le synchronisme intraspécifique s'établit lors de l'approvisionnement des oisillons au sein du nid. Dans le même temps, alors que certains individus constituant le groupe de Cratéropes bicolores s'investissent dans le fourrageage, d'autres surveillent le nid à l'approche d'éventuels prédateurs, tandis que d'autres viennent nourrir les oisillons. Ce mécanisme comportemental permet à l'espèce d'optimiser et d'accroître les chances de survie de ses couvées.

## Interactions interspécifiques
Les cratérotopes bicolores ont une relation d'interaction mutualiste commensaliste interspécifique complexe avec le Drongo brillant (Dicrurus adsimilis). Le Drongo brillant à queue fourche perche au-dessus et suit les groupes de Cratéropes vers les sites de recherche de nourriture. Il produit des appels d'alarme à chaque fois qu'il observe un cleptoparasite ou un prédateur en approche. Lorsque les Drongos sont présents, les Cratérotopes investissent ainsi moins de temps dans un comportement de sentinelle. Cependant, les Drongos émettent parfois de fausses alarmes pour ainsi voler les aliments que les cleptoparasites ont lâchés en entendant un appel d'alarme. Pour éviter le coût du cleptoparasitisme, les grands groupes de Cratéropes, qui ont suffisamment de membres du groupe pour participer au comportement sentinelle, ne tolèrent pas les Drongos et les chassent agressivement du groupe. En conséquence, ils subissent très peu de pertes lors d'une attaque de cleptoparasites. Cependant, les petits groupes n'ont pas assez de membres du groupe pour fournir un comportement sentinelle sans affecter le temps investi dans d'autres comportements tels que la recherche de nourriture ou l'approvisionnement des jeunes. Ces groupes tolèrent donc des attaques cleptoparasitaires occasionnelles en échange de tâches sentinelles que les Drongos leur fournissent,.
Lors d'une étude menée entre mars 2008 et août 2010 sur une population composée de 13 groupes de Cratéropes bicolores, les scientifiques ont observé que la réponse donnée à différentes simulations de cri d'alarme données par des leurres de Drongo brillant pouvait être flexible. Les résultats recueillis ont montré que les réponses produites se distinguent autant dans leurs durées de réception, que dans leurs fréquences, leurs tonalités et leurs modulations.
Les jeunes Cratéropes bicolores ont généralement des difficultés à manipuler des aliments de taille trop importante tels que les scorpions, les scinques ou encore les solifuges et prennent ainsi beaucoup plus de temps que les individus adultes à briser avec leurs becs ces denrées alimentaires. Cela en fait des victimes privilégiées pour les attaques de Drongos. Des études ont révélé que les Drongos ciblent spécifiquement les jeunes Cratéropes lors des attaques cleptoparasitiques et qu'ils obtiennent ainsi un plus grand succès lors d'une recherche de nourriture,.

## Statut et dynamique de population
Cette espèce d'oiseau n'est pas rare (moins de 10 000 individus adultes recensés). Cependant, en raison d'une diminution de sa population d'environ 30% par an, le Cratérope bicolore a fait l'objet d'un classement par l'UICN en catégorie LC (Préoccupation mineure) en 2012.
Des recherches effectuées sur une population nichant au sein de la réserve de la rivière de Kuruman — territoire recouvrant 33 km2 dans lequel l'espèce trouve l'un de ses milieux naturels — ont montré que cette décroissance démographique pourrait être causée par les effets du réchauffement climatique. À cet effet, les chercheurs ont observé un phénomène de stress chez le Cratérope bicolore lorsque les températures diurnes atteignent un niveau supérieur à 35,5 °C. Ce stress entraîne une baisse du comportement coopératif de l'espèce ainsi qu'un déficit de l'approvisionnement en nourriture des oisillons.
D'autres recherches, menées dans le sud du Kalahari, ont permis d'établir que la déforestation, principalement due à son l'exploitation du bois, impacte de manière négative la dynamique de population des Cratéropes bicolores.

Le Cratérope bicolore dans son milieu naturel
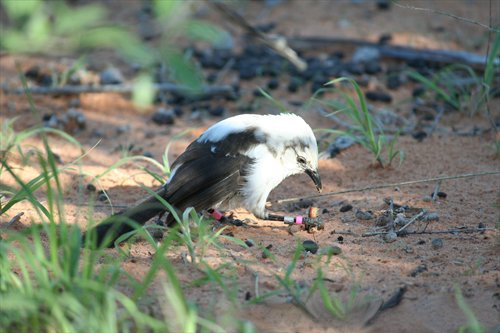
Cratérope bicolore fourrageant au sol.
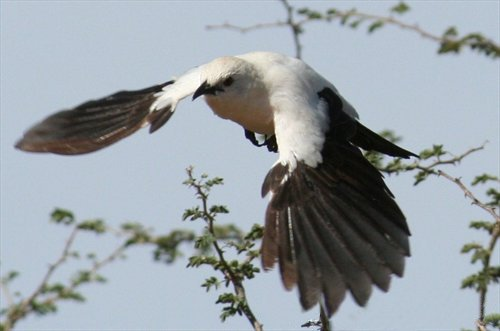
Individu en plein vol.
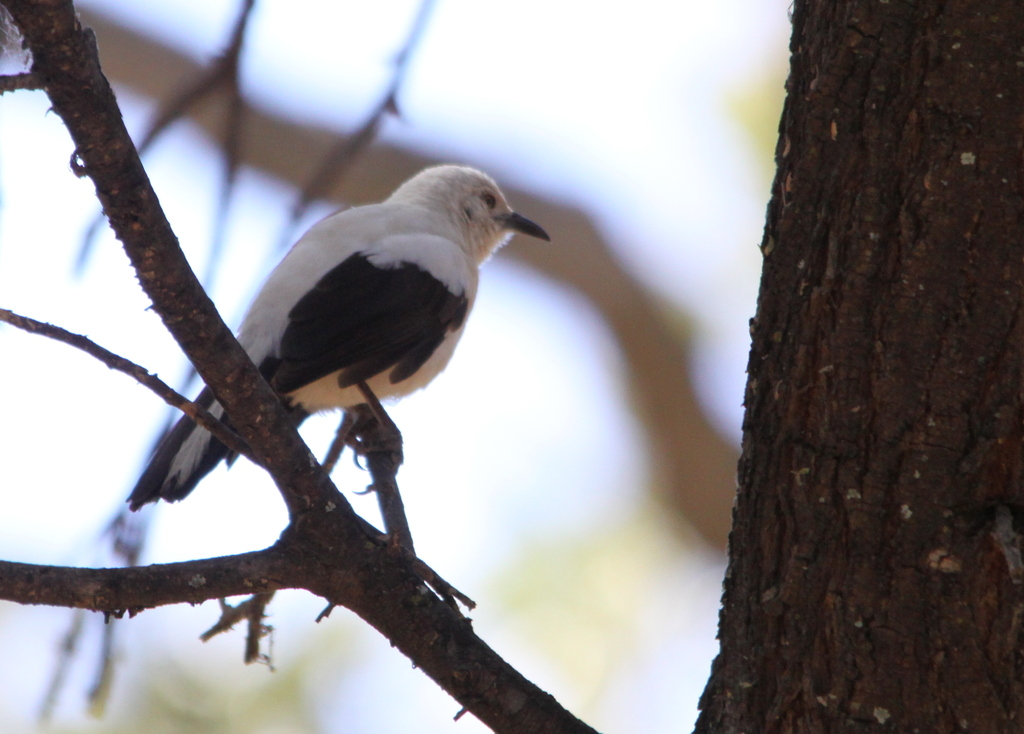
Spécimen perché dans un arbre du parc national de Mapungubwe.
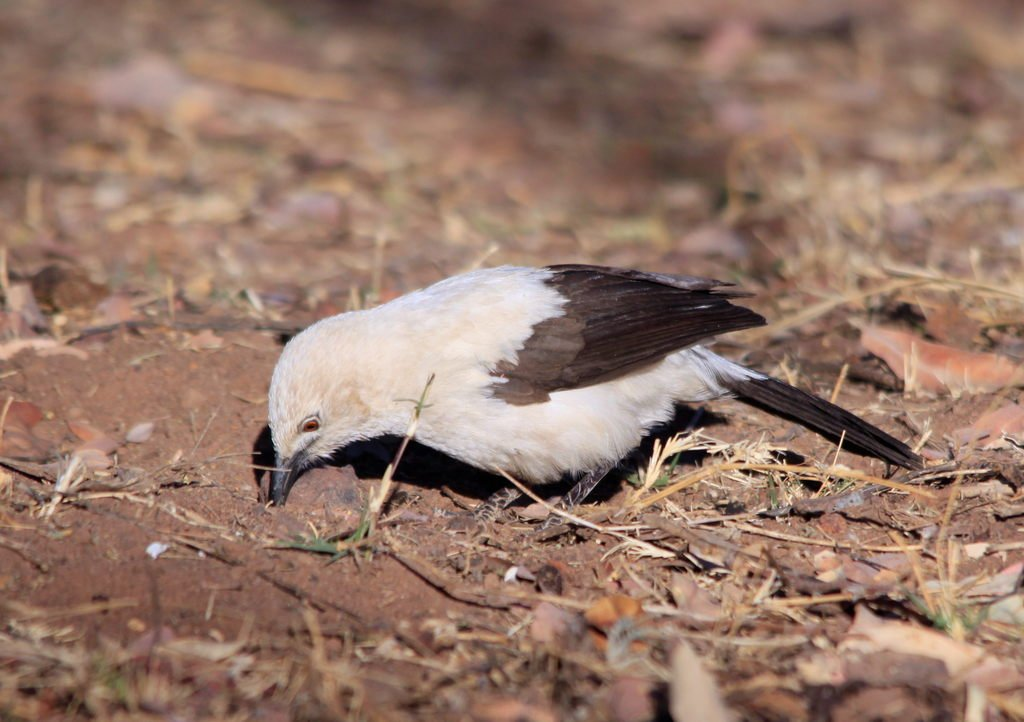
Individu fourrageant au sol dans le parc national de Marakele.

## Programme de recherches sur le Cratérope bicolore

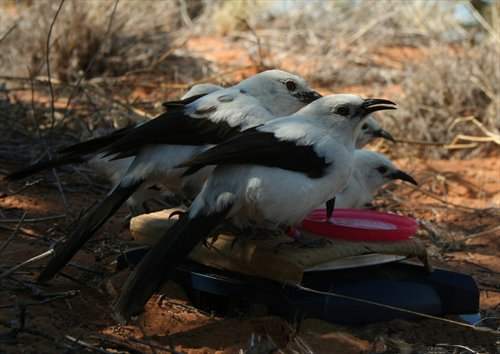
Un groupe de Cratéropes bicolores dans le cadre du Southern pied babbler project.

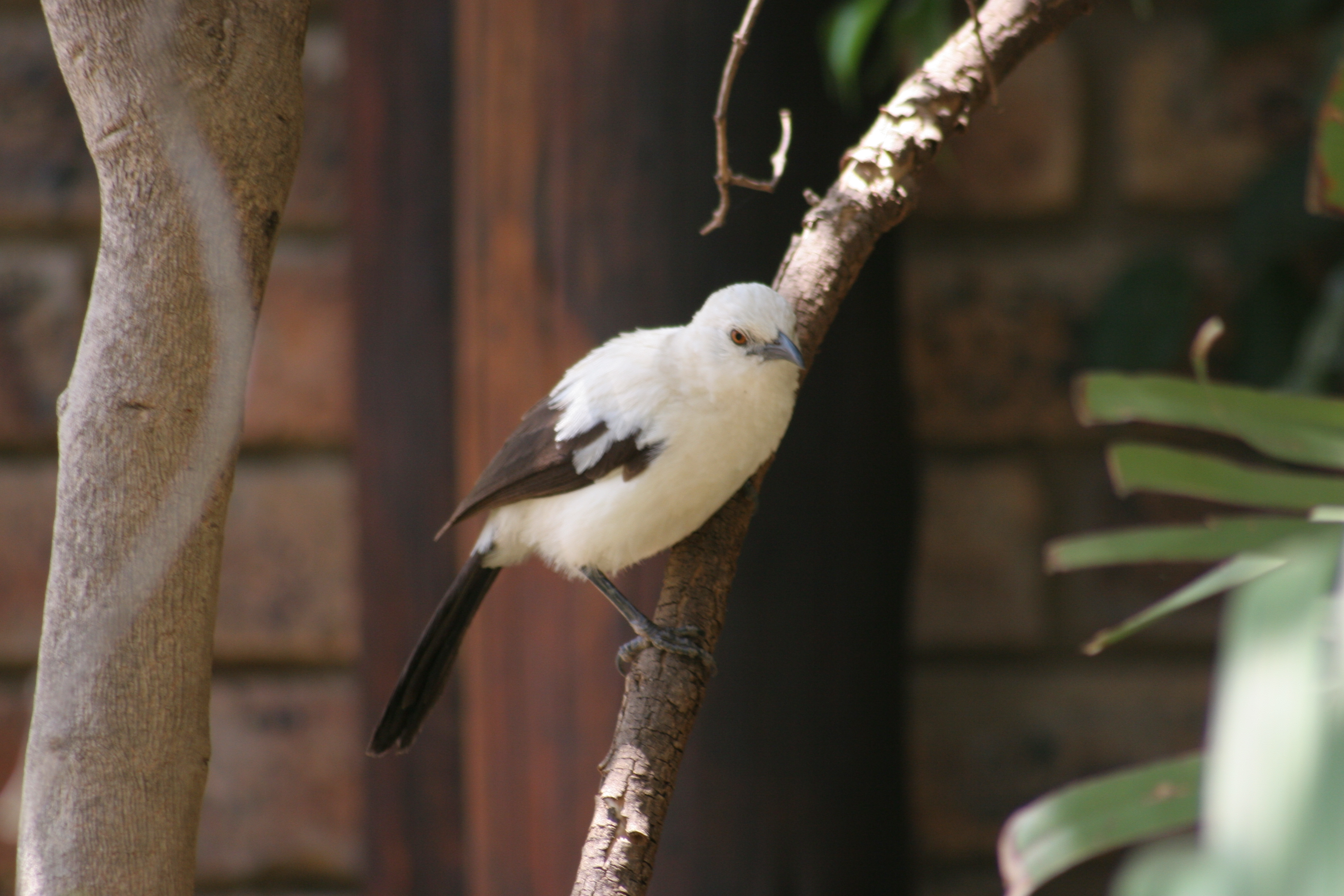
Spécimen perchant dans un arbre à Ra-Molopo, province du Nord-Ouest.

Un projet de recherche sur le Cratérotope, le Southern pied babbler project, a été initié par le Dr Amanda Ridley en 2003. Ce programme vise principalement à observer et à étudier les différents aspects du comportement coopératif de reproduction de cette espèce sur le long terme,.
La population étudiée comprend plusieurs groupes de Cratérotopes sauvages entièrement habitués à une présence humaine. Le nombre moyen de groupes dans la population varie chaque année entre 10 et 18. Les recherches sont menées par des scientifiques et des étudiants et portent sur plusieurs domaines, dont la dynamique des populations, les causes et les conséquences du comportement aidant, la sélection sexuelle, le régime alimentaire, les interactions interspécifiques, la communication vocale, ou encore la physiologie,
,.